# Tomares (geslacht)
Tomares is een geslacht van vlinders van de familie van de Lycaenidae, uit de onderfamilie van de Theclinae.

## Soorten
- T. ballus (Fabricius, 1787) - Groene klaverpage
- T. callimachus (Eversmann, 1848)
- T. fedtschenkoi (Erschoff, 1874)
- T. ganimedes (Cramer, 1776)
- T. mauritanicus (Lucas, 1849)
- T. nogelii (Herrich-Schäffer, 1851) - Roemeense klaverpage
- T. romanovi (Christoph, 1882)